# 검은 눈 은하
검은 눈 은하 (잠자는 미녀 은하, M64, NGC 4826, 악마의 눈 은하)는 머리털자리에 있는 나선 은하이다. 1779년 3월 23일 에드워드 피곳이 발견하였다. 피곳과는 별도로 요한 엘레르트 보데(1779년 4월), 샤를 메시에(1780년)도 이 은하를 발견하였다.
'검은 눈 은하'(사악한 눈으로도 불린다.)는 은하 중심부를 제외한 검은 물질들이 마치 눈처럼 보이기 때문에 붙은 이름이다. 소형 망원경으로도 이 은하의 특징적인 검은 물질을 관찰할 수 있다.

## 주요 특징
M64는 외관상 보통의 나선 은하와 크게 다르지 않으나, 독특한 요소를 지니고 있다. 보통의 은하는 물질들이 같은 방향으로 회전한다. 그런데 최신 연구 결과에 따르면 M64의 검은 물질들은 은하 중심 ~ 안쪽 3,000광년까지는 시계 방향으로 회전하나, 3,000광년에서 바깥쪽 40,000광년까지는 시계 반대 방향으로 회전하고 있었다. 두 방향이 충돌하는 경계 지대는 젊은 별들이 태어나는 곳으로 생각된다.
천문학자들은 10억 년 전 어떤 위성 은하가 M64에 충돌하여, 역으로 공전하는 가스 구름을 만들어 낸 것으로 보고 있다. 이 가상의 위성 은하는 M64에 흡수되어 형체가 남아 있지 않지만, 거꾸로 공전하는 가스 구름의 움직임을 통하여 위성 은하가 존재했음을 짐작할 수 있다. 이 가스 구름은 시계 방향으로 공전하는 구름과 충돌하여 질량이 크고 밝은 젊은 항성들을 만들어낸다. 자외선 영역으로 검은 눈 은하를 관찰할 경우 분홍빛의 성간 구름 내에서 젊고 푸른 별들이 생성되고 있는 것을 관찰할 수 있다.

## 같이 보기
- 메시에 천체 목록
- NGC 4622